# فالنسيا موسم 2019–20
موسم 2019–20 هو موسم نادي فالنسيا الـ100 في تاريخ النادي، والموسم الـ85 في الدوري الإسباني. يذكر أن النادي تأهل إلى دوري أبطال أوروبا للموسم الثاني على التوالي، ليدخل مرحلة المجموعات. كما سيدافع فالنسيا عن كأس ملك إسبانيا الذي فاز به في الموسم السابق، ودخل دور الـ32. ونتيجة لفوز كأس ملك إسبانيا، تنافس فالنسيا للمرة الأولى منذ عام 2008 في كأس السوبر الإسباني.

## اللاعبون

### التشكيلة الحالية
آخر تحديث 2 سبتمبر 2019.
ملاحظة: تشير الأعلام إلى المنتخب الوطني على النحو المحدد في قواعد الأهلية للفيفا. قد يحمل اللاعبون أكثر من جنسية واحدة غير تابعة للفيفا.
| الرقم | البلد                  | المركز | اللاعب                              |
| ----- | ---------------------- | ------ | ----------------------------------- |
| 1     | إسبانيا                | حارس   | خاومي دومينيك                       |
| 2     | البرتغال               | مدافع  | تييري كوريا                         |
| 3     | إسبانيا                | مدافع  | خاومي كوستا (مُعارًا من نادي فياريال) |
| 4     | فرنسا                  | مدافع  | إلياكيم مانغالا                     |
| 5     | البرازيل               | مدافع  | غابرييل باوليستا                    |
| 6     | جمهورية إفريقيا الوسطى | وسط    | جيوفري كوندوبيا                     |
| 7     | البرتغال               | وسط    | غونسالو غيديس                       |
| 8     | إسبانيا                | وسط    | كارلوس سولير                        |
| 9     | فرنسا                  | مهاجم  | كيفن غاميرو                         |
| 10    | إسبانيا                | وسط    | دانييل باريخو (كابتن (كرة قدم))     |
| 11    | روسيا                  | وسط    | دينيس تشيريشيف                      |
| 12    | فرنسا                  | مدافع  | مختار دياكابي                       |

| الرقم | البلد          | المركز | اللاعب                            |
| ----- | -------------- | ------ | --------------------------------- |
| 13    | هولندا         | حارس   | ياسبر سيلسن                       |
| 14    | إسبانيا        | مدافع  | خوسيه لويس غايا (كابتن (كرة قدم)) |
| 15    | إسبانيا        | مهاجم  | مانو فاليجو                       |
| 16    | كوريا الجنوبية | وسط    | لي كانغ إن                        |
| 17    | فرنسا          | وسط    | فرانسيس كوكلين                    |
| 18    | الدنمارك       | وسط    | دانييل فاس                        |
| 19    | إسبانيا        | مهاجم  | رودريغو مورينو (كابتن (كرة قدم))  |
| 20    | إسبانيا        | وسط    | فران توريس                        |
| 21    | إيطاليا        | مدافع  | كريستيانو بيتشيني                 |
| 22    | الأوروغواي     | مهاجم  | ماكسي غوميز                       |
| 23    | إسبانيا        | مهاجم  | روبين سوبرينو                     |
| 24    | الأرجنتين      | مدافع  | إزيكييل غاراي                     |

### الفريق الاحتياطي
ملاحظة: تشير الأعلام إلى المنتخب الوطني على النحو المحدد في قواعد الأهلية للفيفا. قد يحمل اللاعبون أكثر من جنسية واحدة غير تابعة للفيفا.
| الرقم | البلد   | المركز | اللاعب                |
| ----- | ------- | ------ | --------------------- |
| 28    | إسبانيا | حارس   | Cristian Rivero       |
| 32    | إسبانيا | مدافع  | خافيير خيمينيز غارسيا |

| الرقم | البلد   | المركز | اللاعب           |
| ----- | ------- | ------ | ---------------- |
| 34    | إسبانيا | وسط    | Vicente Esquerdo |
| 38    | إسبانيا | مهاجم  | Pablo Gozalbez   |

### الخروج في إعارة
ملاحظة: تشير الأعلام إلى المنتخب الوطني على النحو المحدد في قواعد الأهلية للفيفا. قد يحمل اللاعبون أكثر من جنسية واحدة غير تابعة للفيفا.
| الرقم | البلد    | المركز | اللاعب                                                       |
| ----- | -------- | ------ | ------------------------------------------------------------ |
| —     | إسبانيا  | مدافع  | Álex Centelles (في Famalicão [الإنجليزية] حتى 30 يونيو 2020) |
| —     | إسبانيا  | مدافع  | توني لاتو (في أوساسونا حتى 30 يونيو 2020)                    |
| —     | كولومبيا | مدافع  | جيسون موريو (في نادي سامبدوريا حتى 30 يونيو 2020)            |
| —     | إسبانيا  | مدافع  | خورخي سانز دي ميرا كولميرو (في سيلتا فيغو حتى 30 يونيو 2021) |

| الرقم | البلد   | المركز | اللاعب                                                     |
| ----- | ------- | ------ | ---------------------------------------------------------- |
| —     | إسبانيا | وسط    | أليكس كاربونيل (في فورتونا سيتارد حتى 30 يونيو 2020)       |
| —     | إسبانيا | وسط    | جاسون ريميسيرو (في نادي خيتافي حتى 30 يونيو 2020)          |
| —     | صربيا   | وسط    | أوروس راسيتش (في Famalicão [الإنجليزية] حتى 30 يونيو 2020) |
| —     | إسبانيا | مهاجم  | أليخاندرو بلانكو سانشيز (في ريال سرقسطة حتى 30 يونيو 2020) |

## المنافسات
فوز
  تعادل
  خسارة
  Fixtures

### نظرة عامة
| المنافسة                   | أول مباراة     | آخر مباراة   | الدور الافتتاحي | المركز النهائي | السجل | السجل | السجل | السجل | السجل | السجل | السجل | السجل   |
| المنافسة                   | أول مباراة     | آخر مباراة   | الدور الافتتاحي | المركز النهائي | لعب   | ف     | ت     | خ     | له    | عليه  | ف.أ.  | الفوز % |
| -------------------------- | -------------- | ------------ | --------------- | -------------- | ----- | ----- | ----- | ----- | ----- | ----- | ----- | ------- |
| الدوري الإسباني لكرة القدم | 17 أغسطس 2019  | 24 مايو 2020 | يوم المباراة 1  |                | 19    | 8     | 7     | 4     | 29    | 25    | +4    | 042٫11  |
| كأس ملك إسبانيا            | 22 يناير 2020  |              | دور الـ32       |                | 0     | 0     | 0     | 0     | 0     | 0     | +0    | —       |
| كأس السوبر الإسباني        | 8 يناير 2020   | 8 يناير 2020 | نصف النهائي     | نصف النهائي    | 1     | 0     | 0     | 1     | 1     | 3     | −2    | 000٫00  |
| دوري أبطال أوروبا          | 17 سبتمبر 2019 |              | مرحلة المجموعات |                | 6     | 3     | 2     | 1     | 9     | 7     | +2    | 050٫00  |
| المجموع                    | المجموع        | المجموع      | المجموع         | المجموع        | 26    | 11    | 9     | 6     | 39    | 35    | +4    | 042٫31  |

آخر تحديث: 8 يناير 2020
المصدر: المنافسات

### الدوري الإسباني لكرة القدم

#### جدول الدوري
| م  | الفريق        | لعب | ف  | ت  | خ  | أ.له | أ.ع | أ.ف | نقاط | التأهل أو الهبوط                                        |
| -- | ------------- | --- | -- | -- | -- | ---- | --- | --- | ---- | ------------------------------------------------------- |
| 7  | غرناطة        | 38  | 16 | 8  | 14 | 52   | 45  | +7  | 56   | التأهل في الدوري الأوروبي 2020–21 جولة التصفيات الثانية |
| 8  | خيتافي        | 38  | 14 | 12 | 12 | 43   | 37  | +6  | 54   |                                                         |
| 9  | فالنسيا       | 38  | 14 | 11 | 13 | 46   | 53  | −7  | 53   |                                                         |
| 10 | أوساسونا      | 38  | 13 | 13 | 12 | 46   | 54  | −8  | 52   |                                                         |
| 11 | أتلتيك بيلباو | 38  | 13 | 12 | 13 | 41   | 38  | +3  | 51   |                                                         |

#### ملخص النتائج
| شامل | شامل | شامل | شامل | شامل | شامل | شامل | شامل | على أرضه | على أرضه | على أرضه | على أرضه | على أرضه | على أرضه | خارج أرضه | خارج أرضه | خارج أرضه | خارج أرضه | خارج أرضه | خارج أرضه |
| لعب  | ف    | ت    | خ    | أ.ل  | أ.ع  | ف.أ  | ن    | ف        | ت        | خ        | أ.ل      | أ.ع      | ف.أ      | ف         | ت         | خ         | أ.ل       | أ.ع       | ف.أ       |
| ---- | ---- | ---- | ---- | ---- | ---- | ---- | ---- | -------- | -------- | -------- | -------- | -------- | -------- | --------- | --------- | --------- | --------- | --------- | --------- |
| 19   | 8    | 7    | 4    | 29   | 25   | +4   | 31   | 5        | 5        | 0        | 16       | 9        | +7       | 3         | 2         | 4         | 13        | 16        | −3        |

آخر تحديث: 4 يناير 2020.

مصدر: La Liga

#### النتيجة جولة تلو الأخرى
| الجولة  | 1  | 2  | 3  | 4  | 5  | 6  | 7 | 8 | 9  | 10 | 11 | 12 | 13 | 14 | 15 | 16 | 17 | 18 | 19 | 20 | 21 | 22 | 23 | 24 | 25 | 26 | 27 | 28 | 29 | 30 | 31 | 32 | 33 | 34 | 35 | 36 | 37 | 38 |
| ------- | -- | -- | -- | -- | -- | -- | - | - | -- | -- | -- | -- | -- | -- | -- | -- | -- | -- | -- | -- | -- | -- | -- | -- | -- | -- | -- | -- | -- | -- | -- | -- | -- | -- | -- | -- | -- | -- |
| الأرض   | H  | A  | H  | A  | H  | H  | A | H | A  | A  | A  | H  | A  | H  | A  | H  | A  | H  | A  | H  | A  | H  | A  | H  | A  | A  | H  | A  | H  | A  | H  | H  | A  | H  | A  | H  | A  | H  |
| الحصيلة | D  | L  | W  | L  | D  | D  | W | W | D  | L  | D  | W  | W  | L  | W  | W  | D  | D  | W  |    |    |    |    |    |    |    |    |    |    |    |    |    |    |    |    |    |    |    |
| المركز  | 11 | 18 | 10 | 13 | 12 | 13 | 9 | 8 | 10 | 12 | 12 | 13 | 9  | 10 | 8  | 8  | 8  | 8  | 6  |    |    |    |    |    |    |    |    |    |    |    |    |    |    |    |    |    |    |    |

#### المباريات
أعلن عن جدول الدوري الإسباني لكرة القدم في 4 يوليو 2019.
| 17 أغسطس 2019 1                         | فالنسيا                                                                                    | 1–1   | ريال سوسيسداد                                                                                                | بلنسية                                                       |
| 19:00 توقيت وسط أوروبا الصيفي (ت ع م+2) | - كيفن غاميرو 58' - فرانسيس كوكلين 63' 90+10' - دينيس تشيريشيف 90+5' - إزيكييل غاراي 90+8' | تقرير | - مارتين أوديغارد 29' - ميكل ميرينو 36' - Zaldúa 42' - روبين لو نورماند 57' - ميكيل أويارزابال 90+11' (ركل.) | الملعب: ملعب ميستايا الحضور: 41,846 الحكم: خيسوس خيل مانزانو |

| 24 أغسطس 2019 2                         | سيلتا فيغو                                | 1–0   | فالنسيا                                     | فيغو                                                                    |
| 21:00 توقيت وسط أوروبا الصيفي (ت ع م+2) | - غابرييل فرنانديز 15' - لوكاس أولازا 48' | تقرير | - خوسيه لويس غايا 62' - دانييل باريخو 90+1' | الملعب: ملعب بالايدوس الحضور: 20،034 الحكم: أليخاندرو هرنانديز هرنانديز |

| 1 سبتمبر 2019 3                         | فالنسيا                                | 2–0   | مايوركا      | بلنسية                                                           |
| 17:00 توقيت وسط أوروبا الصيفي (ت ع م+2) | - دانييل باريخو 43' (ركل.)، 57' (ركل.) | تقرير | - Junior 53' | الملعب: ملعب ميستايا الحضور: 40،544 الحكم: Javier Alberola Rojas |

| 14 سبتمبر 2019 4                        | برشلونة                                                                                       | 5–2   | فالنسيا                                                                                               | برشلونة                                                           |
| 21:00 توقيت وسط أوروبا الصيفي (ت ع م+2) | - أنسو فاتي 2' - فرينكي دي يونغ 7' - جيرارد بيكيه 51' - جوردي ألبا 53' - لويس سواريز 61'، 82' | تقرير | - كيفن غاميرو 27' - رودريغو مورينو 31' - لي كانغ إن 69' - ماكسي غوميز 78', 90+2' - دينيس تشيريشيف 84' | الملعب: كامب نو الحضور: 81،617 الحكم: José María Sánchez Martínez |

| 22 سبتمبر 2019 5                        | فالنسيا                                                                                    | 1–1   | ليغانيس | بلنسية                                                             |
| 16:00 توقيت وسط أوروبا الصيفي (ت ع م+2) | - دانييل باريخو 21' (ركل.) - جيوفري كوندوبيا 59' - فران توريس 85' - غابرييل باوليستا 90+1' | تقرير | - ريسيو 23' - أوسكار رودريغيز 35' - ديميتريس سيوفاس 41' - خويان سوريانو أوروبيسا 86' - روبين بيريز ديل مارمول 88' | الملعب: ملعب ميستايا الحضور: 39،014 الحكم: شافيير إسترادا فرنانديز |

| 25 سبتمبر 2019 6                        | فالنسيا                                      | 3–3   | خيتافي                                                                                   | بلنسية                                                               |
| 20:00 توقيت وسط أوروبا الصيفي (ت ع م+2) | - ماكسي غوميز 30'، 34', 31' - لي كانغ إن 39' | تقرير | - خايمي ماتا 1', 41' - آلان نيوم 14' - جاسون ريميسيرو 45+2', 66' - Djené 56' - أنخيل 69' | الملعب: ملعب ميستايا الحضور: 37،814 الحكم: José Luis Munuera Montero |

| 28 سبتمبر 2019 7                        | أتلتيك بيلباو                        | 0–1   | فالنسيا                                                                                                 | بيلباو                                                                 |
| 13:00 توقيت وسط أوروبا الصيفي (ت ع م+2) | - أوناي لوبيز 50' - أريتز أدوريز 77' | تقرير | - دينيس تشيريشيف 20', 27' - رودريغو مورينو 34' - مختار دياكابي 46' - ياسبر سيلسن 88' - دانييل فاس 90+5' | الملعب: ملعب سان ماميس (2013) الحضور: 42،420 الحكم: Mario Melero López |

| 5 أكتوبر 2019 8                         | فالنسيا                                                       | 2–1   | ألافيس                                                                     | بلنسية                                                             |
| 18:30 توقيت وسط أوروبا الصيفي (ت ع م+2) | - دانييل فاس 14' - ماكسي غوميز 27' - دانييل باريخو 80' (ركل.) | تقرير | - روبن دوارتي 15' - مانو غارسيا 15' - أنطونيو سيفيرا 82' - لوكاس بيريز 89' | الملعب: ملعب ميستايا الحضور: 38،943 الحكم: Eduardo Prieto Iglesias |

| 19 أكتوبر 2019 9                        | أتلتيكو مدريد                                                | 1–1   | فالنسيا                                                     | مدريد                                                                      |
| 16:00 توقيت وسط أوروبا الصيفي (ت ع م+2) | - توماس بارتي 29' - دييغو كوستا 36' (ركل.) - جواو فيليكس 44' | تقرير | - دينيس تشيريشيف 39' - دانييل باريخو 82' - لي كانغ إن 90+1' | الملعب: ملعب واندا ميتروبوليتانو الحضور: 61،603 الحكم: Adrián Cordero Vega |

| 27 أكتوبر 2019 10                       | أوساسونا                                                                    | 3–1   | فالنسيا                                        | بنبلونة                                                          |
| 21:00 توقيت وسط أوروبا الصيفي (ت ع م+2) | - اويير سانخورخو 34', 55' - روبين غارسيا (لاعب كرة قدم) 48' - Estupiñán 80' | تقرير | - رودريغو مورينو 14', 29' - دينيس تشيريشيف 42' | الملعب: ملعب إل سادار الحضور: 14،976 الحكم: Santiago Jaime Latre |

| 30 أكتوبر 2019 11                | فالنسيا | 1–1   | إشبيلية                                                                        | بلنسية                                                            |
| 19:00 توقيت وسط أوروبا (ت ع م+1) | - فران توريس 45+2' - كارلوس سولير 45+5' - إزيكييل غاراي 52' - غابرييل باوليستا 68' - Sobrino 81' - دانييل باريخو 90' - لي كانغ إن 90+4' | تقرير | - جوان جوردان 32' - لوكاس أوكامبوس 45+1', 45+3' - فيرناندو فرانسيسكو ريجيس 74' | الملعب: ملعب ميستايا الحضور: 37،881 الحكم: كارلوس ديل سيرو غراندي |

| 2 نوفمبر 2019 12                 | إسبانيول               | 1–2   | فالنسيا                                                            | كورنيلا دي يوبريغات                                                   |
| 13:00 توقيت وسط أوروبا (ت ع م+1) | - مارك روكا 31' (ركل.) | تقرير | - جيوفري كوندوبيا 30' - دانييل باريخو 69' (ركل.) - ماكسي غوميز 80' | الملعب: ملعب آر سي دي إي الحضور: 18،428 الحكم: Valentín Pizarro Gómez |

| 9 نوفمبر 2019 13                 | فالنسيا                             | 2–0   | غرناطة                                                                                               | بلنسية                                                             |
| 16:00 توقيت وسط أوروبا (ت ع م+1) | - دانييل فاس 74' - فران توريس 90+7' | تقرير | - ماكسيم غونالونز 39' - رامون عزيز 44' - Quini 78' - أنخيل مونتورو سانتشيز 89' - يانخيل هيريرا 90+2' | الملعب: ملعب ميستايا الحضور: 40،038 الحكم: شافيير إسترادا فرنانديز |

| 23 نوفمبر 2019 14                | ريال بيتيس                                                             | 2–1   | فالنسيا                                                    | إشبيلية                                                                         |
| 16:00 توقيت وسط أوروبا (ت ع م+1) | - González 32' - خواكين سانشيز 37' - Moreno 64' - سيرخيو كاناليس 90+4' | تقرير | - ماكسي غوميز 32' - دانييل فاس 57' - خوسيه لويس غايا 90+3' | الملعب: ملعب بينيتو فيامارين الحضور: 45،562 الحكم: Ricardo De Burgos Bengoetxea |

| 30 نوفمبر 2019 15                | فالنسيا                                                   | 2–1   | فياريال                                                                | بلنسية                                                      |
| 21:00 توقيت وسط أوروبا (ت ع م+1) | - رودريغو مورينو 49' - فران توريس 70' - دانييل باريخو 75' | تقرير | - راؤول ألبيول 17' - أندريه فرانك زامبو أنغيسا 54' - جيرارد مورينو 55' | الملعب: ملعب ميستايا الحضور: 38،988 الحكم: César Soto Grado |

| 7 ديسمبر 2019 16                 | ليفانتي                                                                                 | 2–4   | فالنسيا                                                                                     | بلنسية                                                                   |
| 18:30 توقيت وسط أوروبا (ت ع م+1) | - كوكي 7' - موراليس 9' - روجر مارتي 11'، 20' (ركل.) - روبن روتشينا 24' - Eliseo 44' 75' | تقرير | - فرانسيس كوكلين 31' - روجر مارتي 45+3' (ه.ذ.) - كيفن غاميرو 57'، 59' - فران توريس 86', 88' | الملعب: ملعب سيوداد دي فالنسيا الحضور: 23،167 الحكم: David Medié Jiménez |

| 15 ديسمبر 2019 17                | فالنسيا                 | 1–1   | ريال مدريد                                                  | بلنسية                                                                 |
| 21:00 توقيت وسط أوروبا (ت ع م+1) | - كارلوس سولير 38', 78' | تقرير | - داني كارفاخال 77' - لوكا يوفيتش 90+1' - كريم بنزيما 90+5' | الملعب: ملعب ميستايا الحضور: 44،230 الحكم: خوسيه ماريا سانشيز مارتينيز |

| 21 ديسمبر 2019 18                | بلد الوليد            | 1–1   | فالنسيا                                                                         | بلد الوليد                                                             |
| 21:00 توقيت وسط أوروبا (ت ع م+1) | - سيرجي غوارديولا 83' | تقرير | - كارلوس سولير 34' - فرانسيس كوكلين 81' - دانييل باريخو 90' - مانو فاليجو 90+4' | الملعب: ملعب خوسيه زوريلا الحضور: 16،295 الحكم: Valentín Pizarro Gómez |

| 4 يناير 2020 19                  | فالنسيا                            | 1–0   | إيبار                                                    | بلنسية                                                                 |
| 13:00 توقيت وسط أوروبا (ت ع م+1) | - ماكسي غوميز 27' - دانييل فاس 77' | تقرير | - تشارلز دياز دي أوليفيرا 62' - باولو أوليفيرا 84' 90+1' | الملعب: ملعب ميستايا الحضور: 39،702 الحكم: أليخاندرو هرنانديز هرنانديز |

| 19 يناير 2020 20                 | مايوركا | v     | فالنسيا | ميورقة (مدينة)           |
| 12:00 توقيت وسط أوروبا (ت ع م+1) |         | تقرير |         | الملعب: استاد إيبيروستار |

### كأس ملك إسبانيا
| 22 يناير 2020 دور الـ32 |  | v | فالنسيا |  |

### دوري أبطال أوروبا

#### مرحلة المجموعات
ستبدأ مرحلة مجموعات دوري أبطال أوروبا 2019–20 في 17 سبتمبر وتنتهي في 11 ديسمبر 2019. يتبارى ما مجموعه 32 فريقا في مرحلة المجموعات لتحديد الأماكن الـ 16 الواقعة في مرحلة خروج المغلوب من دوري أبطال أوروبا 2019–20.

## القرعة
عُقدت القرعة لمرحلة المجموعات في 29 أغسطس 2019، الساعة 18:00 بتوقيت وسط أوروبا الصيفي، في منتدى غريمالدي في موناكو.
تم جر الفرق الـ 32 إلى ثماني مجموعات من أربعة أفرقة، مع وجود قيد يتمثل في أن الفرق من نفس الرابطة لا يمكن سحبها مقابل بعضها البعض. وفيما يتعلق بالسحب، تنقسم الأفرقة إلى أربع مجموعات استنادا إلى المبادئ التالية (المادة 13.06 من النظام الأساسي):
- يضم الإناء 1 أصحاب لقب دوري الأبطال والدوري الأوروبي، وأبطال الجمعيات الستة الأوائل على أساس معاملاتهم القطرية لعام 2018 للاتحاد الأوروبي لكرة القدم. وإذا كان أحد أصحاب اللقب أو كليهما من أبطال الرابطات الست الكبرى، فإن بطل أعلى رابطة في المرتبة التالية هم الذين تم إدخالهم أيضاً في الإناء 1.
- تضم الأواني 2 و3 و4 الأفرقة المتبقية، التي تستند إلى معاملاتهم الخاصة بالأندية لعام 2019 للاتحاد الأوروبي.

في يوليو 2014، قرر فريق الطوارئ التابع للاتحاد الأوروبي أن النوادي الأوكرانية والروسية لن تسحب ضد بعضها البعض «حتى إشعار آخر» بسبب الاضطرابات السياسية بين البلدان.
علاوة على ذلك، للجمعيات التي لها فريقان أو أكثر، يجري توزيع أفرقة ازواجا من أجل تقسيمها إلى مجموعتين من أربع مجموعات (ألف –دال وهاء–حاء) للحد الأقصى من التغطية التلفزيونية. وفي كل يوم من أيام المباريات، تلعب مجموعة واحدة من أربع مجموعات مبارياتها يوم الثلاثاء، في حين تلعب المجموعة الأخرى من أربع مجموعات مبارياتها يوم الأربعاء، مع تناوب مجموعتين من المجموعات بين كل يوم من المباريات.
تتقرر التركيبات بعد السحب، باستخدام قرعة حاسوبية لا تظهر للعموم، بتسلسل المباراة التالي (المادة 16.02 من النظام الداخلي):
ملاحظة: لم تستخدم المراكز للجدولة أواني التصنيف، مثلاً، فالفريق 1 ليس بالضرورة الفريق من الإناء 1 في السحب.
| يوم المباريات             | التواريخ          | المباريات      |
| ------------------------- | ----------------- | -------------- |
| اليوم الأول من المباريات  | 17–18 سبتمبر 2019 | 2 ضد 3، 4 ضد 1 |
| اليوم الثاني من المباريات | 1–2 أكتوبر 2019   | 1 ضد 2، 3 ضد 4 |
| اليوم الثالث من المباريات | 22–23 أكتوبر 2019 | 3 ضد 1، 2 ضد 4 |
| اليوم الرابع من المباريات | 5–6 نوفمبر 2019   | 1 ضد 3، 4 ضد 2 |
| اليوم الخامس من المباريات | 26–27 نوفمبر 2019 | 3 ضد 2، 1 ضد 4 |
| اليوم السادس من المباريات | 10–11 ديسمبر 2019 | 2 ضد 1، 4 ضد 3 |

هناك قيود على الجدولة: فعلى سبيل المثال، ليس من المقرر أن تلعب أفرقة من المدينة ذاتها (مثل ريال مدريد وأتلتيكو مدريد) بصورة عامة في المنزل في اليوم نفسه (لتفادي اللعب في المنزل في اليوم نفسه أو على أيام متتالية، بسبب اللوجستيات والسيطرة على الحشود)، وليس من المقرر أن تلعب أفرقة من «بلدان الشتاء» (مثل روسيا مثلا) في المنزل في آخر يوم من أيام المباريات (بسبب الطقس البارد).
كذلك، تحدد القرعة تشكيل المجموعات لمسار دوري الأبطال في دوري الشباب الأوروبي.

## أفرقة
ترد أدناه الأفرقة المشاركة (مع معاملاتهم الخاصة بالأندية لعام 2019 للاتحاد الأوروبي)، مصنفة حسب إناءها الأولي. وهي تشمل ما يلي:
- 26 الأفرقة التي تدخل في هذه المرحلة
- 6 من الفائزين في الجولة الحسم (4 من مسار الأبطال، 2 من مسار الجامعة)

| مفتاح الألوان                                                    |
| ---------------------------------------------------------------- |
| يتأهل بطل المجموعة وشاغل المرتبة الثانية إلى دور الـ16           |
| دخلت الأفرقة التي تحتل المكانة الثالثة دور الـ32 للدوري الأوروبي |

| الجمع. | الفريق             | معامل.  |
| ------ | ------------------ | ------- |
| ح ل    | ليفربول            | 91.000  |
| د أ    | تشيلسي             | 87.000  |
| 1      | برشلونة            | 138.000 |
| 2      | مانشستر سيتي       | 106.000 |
| 3      | يوفنتوس            | 124.000 |
| 4      | بايرن ميونخ        | 128.000 |
| 5      | باريس سان جيرمان   | 103.000 |
| 6      | زينيت سانت بطرسبرغ | 72.000  |

| الفريق           | ملاحظات | معامل.  |
| ---------------- | ------- | ------- |
| ريال مدريد       |         | 146.000 |
| أتلتيكو مدريد    |         | 127.000 |
| بوروسيا دورتموند |         | 85.000  |
| نابولي           |         | 80.000  |
| شاختار دونيتسك   |         | 80.000  |
| توتنهام هوتسبير  |         | 78.000  |
| أياكس            | [CP]    | 70.500  |
| بنفيكا           |         | 68.000  |

| الفريق           | ملاحظات | معامل. |
| ---------------- | ------- | ------ |
| ليون             |         | 61.500 |
| باير 04 ليفركوزن |         | 61.000 |
| ريد بول سالزبورغ |         | 54.500 |
| أولمبياكوس       | [LP]    | 44.000 |
| كلوب بروج        | [LP]    | 39.500 |
| فالنسيا          |         | 37.000 |
| إنتر ميلان       |         | 31.000 |
| دينامو زغرب      | [CP]    | 29.500 |

| الفريق              | ملاحظات | معامل. |
| ------------------- | ------- | ------ |
| لوكوموتيف موسكو     |         | 28.500 |
| جينك                |         | 25.000 |
| غلطة سراي           |         | 22.500 |
| آر بي لايبزيغ       |         | 22.000 |
| سلافيا براغ         | [CP]    | 21.500 |
| النجم الأحمر بلغراد | [CP]    | 16.750 |
| أتالانتا            |         | 14.945 |
| ليل                 |         | 11.699 |

ملاحظات
1. TH أصحاب لقب دوري الأبطال، الذين يوضعون تلقائيا في الإناء 1 بوصفها أول بذور.
2. EL أصحاب لقب الدوري الأوروبي، الذين يوضعون تلقائيا في الإناء 1 باعتبارها أول بذور.
3. CP الفائزين في جولة الحسم (مسار الأبطال).
4. LP الفائزين في جولة الحسم (مسار الجامعة).

## التنسيق
في كل مجموعة، تلعب الأفرقة ضد بعضها البعض الآخر في المنزل وفي أرض المنافس في شكل من أشكال التخصيص الدوري. ويتقدم رابح ووصيف المجموعة إلى دور الـ16، في حين تدخل فرق المرتبة الثالثة دور الـ32 للدوري الأوروبي.

### كسر التعادل
تصنف الأفرقة وفقا للنقاط (3 نقاط للفوز، ونقطة واحدة للتعادل، و0 نقطة للخسارة)، وإذا قيدت على نقاط، تطبق معايير كسر التعادل التالية، في الترتيب المقدم، لتحديد الترتيب (المادة 17.01 من الأنظمة):
1. النقاط في المباريات وجهاً لوجه بين الفرق المقيدة؛
2. فارق الأهداف في المباريات وجهاً لوجه بين الفرق المقيدة؛
3. الأهداف المسجلة في المباريات وجهاً لوجه بين الفرق المقيدة؛
4. الأهداف المسجلة على أرض الخصم في المباريات وجهاً لوجه بين الفرق المقيدة؛
5. إذا تم الربط بين أكثر من فريقين، وبعد تطبيق جميع المعايير الواردة أعلاه، لا تزال مجموعة فرعية من الأفرقة مقيدة، فإن جميع المعايير الواردة أعلاه يعاد تطبيقها حصراً على هذه المجموعة الفرعية من الأفرق؛
6. فارق الأهداف في جميع مباريات المجموعة؛
7. الأهداف المسجلة في جميع مباريات المجموعة؛
8. الأهداف المسجلة على أرض الخصم في جميع مباريات المجموعة؛
9. المكاسب في جميع مباريات المجموعة؛
10. المكاسب على أرض الخصم في جميع مباريات المجموعة؛
11. نقاط تأديبية (بطاقة حمراء = 3 نقاط، بطاقة صفراء = 1 نقطة، طرد لبطاقتين صفراء في مقابلة واحدة = 3 نقطة)؛
12. المعاملات الخاصة بالأندية للاتحاد الأوروبي.

## مجموعات
أيام المباريات هي الفترة من 17 إلى 18 سبتمبر، ومن 1 إلى 2 أكتوبر، ومن 22 إلى 23 أكتوبر، ومن 5 إلى 6 نوفمبر، ومن 26 إلى 27 نوفمبر، ومن 10 إلى 11 ديسمبر 2019. أما أوقات ركلة البداية المجدولة فهي الساعة 21:00 بتوقيت وسط أوروبا/توقيت وسط أوروبا الصيفي، مع وجود مقابلتان لكل يوم من الثلاثاء والأربعاء مقرر إجراؤها الساعة 18:55 بتوقيت وسط أوروبا/توقيت وسط أوروبا الصيفي.
الأوقات يشار إليها بتوقيت وسط أوروبا/توقيت وسط أوروبا الصيفي، وفقاً لما ذكره اتحاد رابطات كرة القدم الأوروبية (إن الأوقات المحلية، إذا كانت مختلفةً، بين قوسين).

### المجموعة الأولى
| 18 سبتمبر 2019 | كلوب بروج | 0–0     | غلطة سراي | ملعب يان بريدل، بروج                                              |  |  |
| 18:55          |           | التقرير |           | الحضور: 26,616 الحكم: سلافكو فينتشيتش (اتحاد سلوفينيا لكرة القدم) |  |  |
|                |           |         |           |                                                                   |  |  |
|                |           |         |           |                                                                   |  |  |

| 18 سبتمبر 2019 | باريس سان جيرمان                               | 3–0     | ريال مدريد | بارك دي برينس، باريس                                                             |  |  |
| 21:00          | - أنخيل دي ماريا 14'، 33' - توماس مونييه 90+1' | التقرير |            | الحضور: 46,361 الحكم: أنتوني تايلور (حكم كرة قدم) (الاتحاد الإنجليزي لكرة القدم) |  |  |
|                |                                                |         |            |                                                                                  |  |  |
|                |                                                |         |            |                                                                                  |  |  |

| 1 أكتوبر 2019 | ريال مدريد                        | 2–2     | كلوب بروج               | ملعب سانتياغو برنابيو، مدريد                                    |  |  |
| 18:55         | - سيرخيو راموس 55' - كاسيميرو 85' | التقرير | - إيمانويل دنيس 9'، 39' | الحضور: 65,112 الحكم: Georgi Kabakov (اتحاد بلغاريا لكرة القدم) |  |  |
|               |                                   |         |                         |                                                                 |  |  |
|               |                                   |         |                         |                                                                 |  |  |

| 1 أكتوبر 2019             | غلطة سراي | 0–1     | باريس سان جيرمان    | تورك تليكوم أرينا، إسطنبول                                       |  |  |
| 21:00 (22:00 توقيت تركيا) |           | التقرير | - ماورو إيكاردي 52' | الحضور: 46,532 الحكم: شيمون مارتشينياك (اتحاد بولندا لكرة القدم) |  |  |
|                           |           |         |                     |                                                                  |  |  |
|                           |           |         |                     |                                                                  |  |  |

| 22 أكتوبر 2019            | غلطة سراي | 0–1     | ريال مدريد      | تورك تليكوم أرينا، إسطنبول                                          |  |  |
| 21:00 (22:00 توقيت تركيا) |           | التقرير | - توني كروس 18' | الحضور: 48,886 الحكم: دانييلي أورساتو (الاتحاد الإيطالي لكرة القدم) |  |  |
|                           |           |         |                 |                                                                     |  |  |
|                           |           |         |                 |                                                                     |  |  |

| 22 أكتوبر 2019 | كلوب بروج | 0–5     | باريس سان جيرمان                                     | ملعب يان بريدل، بروج                                             |  |  |
| 21:00          |           | التقرير | - ماورو إيكاردي 7'، 63' - كيليان مبابي 61'، 79'، 83' | الحضور: 26,946 الحكم: دانيال سيبرت (الاتحاد الألماني لكرة القدم) |  |  |
|                |           |         |                                                      |                                                                  |  |  |
|                |           |         |                                                      |                                                                  |  |  |

| 6 نوفمبر 2019 | ريال مدريد                                                                    | 6–0     | غلطة سراي | ملعب سانتياغو برنابيو، مدريد                                      |  |  |
| 21:00         | - رودريغو غوس 4'، 7'، 90+2' - سيرخيو راموس 14' (ركلة.) - كريم بنزيما 45'، 81' | التقرير |           | الحضور: 65,492 الحكم: فيليكس تسفاير (الاتحاد الألماني لكرة القدم) |  |  |
|               |                                                                               |         |           |                                                                   |  |  |
|               |                                                                               |         |           |                                                                   |  |  |

| 6 نوفمبر 2019 | باريس سان جيرمان    | 1–0     | كلوب بروج | بارك دي برينس، باريس                                        |  |  |
| 21:00         | - ماورو إيكاردي 22' | التقرير |           | الحضور: 47,418 الحكم: بوبي مادن (اتحاد إسكتلندا لكرة القدم) |  |  |
|               |                     |         |           |                                                             |  |  |
|               |                     |         |           |                                                             |  |  |

| 26 نوفمبر 2019            | غلطة سراي   | 1–1     | كلوب بروج            | تورك تليكوم أرينا، إسطنبول                                       |  |  |
| 18:55 (20:55 توقيت تركيا) | - Büyük 11' | التقرير | - كريبان دياتا 90+2' | الحضور: 34,500 الحكم: إيفان كروزلياك (اتحاد سلوفاكيا لكرة القدم) |  |  |
|                           |             |         |                      |                                                                  |  |  |
|                           |             |         |                      |                                                                  |  |  |

| 26 نوفمبر 2019 | ريال مدريد             | 2–2     | باريس سان جيرمان                       | ملعب سانتياغو برنابيو، مدريد                                        |  |  |
| 21:00          | - كريم بنزيما 17'، 79' | التقرير | - كيليان مبابي 81' - بابلو سارابيا 83' | الحضور: 75,534 الحكم: أرتور سواريس دياز (اتحاد البرتغال لكرة القدم) |  |  |
|                |                        |         |                                        |                                                                     |  |  |
|                |                        |         |                                        |                                                                     |  |  |

| 11 ديسمبر 2019 | كلوب بروج         | 1–3     | ريال مدريد                                                   | ملعب يان بريدل، بروج                                             |  |  |
| 21:00          | - هانز فاناكن 55' | التقرير | - رودريغو غوس 53' - فينيسيوس جونيور 64' - لوكا مودريتش 90+1' | الحضور: 27,308 الحكم: توبياس ستيلر (الاتحاد الألماني لكرة القدم) |  |  |
|                |                   |         |                                                              |                                                                  |  |  |
|                |                   |         |                                                              |                                                                  |  |  |

| 11 ديسمبر 2019 | باريس سان جيرمان                                                                                    | 5–0     | غلطة سراي | بارك دي برينس، باريس                                                         |  |  |
| 21:00          | - ماورو إيكاردي 32' - بابلو سارابيا 35' - نيمار 46' - كيليان مبابي 63' - إدينسون كافاني 84' (ركلة.) | التقرير |           | الحضور: 46,509 الحكم: إشتفان كوفاتش (حكم كرة قدم) (اتحاد رومانيا لكرة القدم) |  |  |
|                | |         |           |                                                                              |  |  |
|                | |         |           |                                                                              |  |  |

### المجموعة الثانية
| نادي أولمبياكوس                                   | 2–2   | توتنهام هوتسبير                         |
| ------------------------------------------------- | ----- | --------------------------------------- |
| - دانييل بودينسي 44' - ماثيو فالبوينا 54' (ركلة.) | تقرير | - هاري كين 26' (ركلة.) - لوكاس مورا 30' |

| بايرن ميونخ                                                    | 3–0   | النجم الأحمر بلغراد |
| -------------------------------------------------------------- | ----- | ------------------- |
| - كينغسلي كومان 34' - روبرت ليفاندوفسكي 80' - توماس مولر 90+1' | تقرير |                     |

| النجم الأحمر بلغراد                                                | 3–1   | نادي أولمبياكوس   |
| ------------------------------------------------------------------ | ----- | ----------------- |
| - ميلوس فوليتش 62' - نيمانيا ميلونوفيتش 87' - ريتشموند بواكييه 90' | تقرير | - روبن سيميدو 37' |

| توتنهام هوتسبير                            | 2–7   | بايرن ميونخ                                                                     |
| ------------------------------------------ | ----- | ------------------------------------------------------------------------------- |
| - سون هيونغ مين 12' - هاري كين 61' (ركلة.) | تقرير | - يوزوا كيميش 15' - روبرت ليفاندوفسكي 45'، 87' - سيرج غنابري 53'، 55'، 83'، 88' |

| توتنهام هوتسبير                                               | 5–0   | النجم الأحمر بلغراد |
| ------------------------------------------------------------- | ----- | ------------------- |
| - هاري كين 9'، 72' - سون هيونغ مين 16'، 44' - إريك لاميلا 57' | تقرير |                     |

| نادي أولمبياكوس                                  | 2–3   | بايرن ميونخ                                        |
| ------------------------------------------------ | ----- | -------------------------------------------------- |
| - يوسف العربي 23' - غويليرم دوس سانتوس توريس 79' | تقرير | - روبرت ليفاندوفسكي 34'، 62' - كورينتين توليسو 75' |

| بايرن ميونخ                                  | 2–0   | نادي أولمبياكوس |
| -------------------------------------------- | ----- | --------------- |
| - روبرت ليفاندوفسكي 69' - إيفان بيريشيتش 89' | تقرير |                 |

| النجم الأحمر بلغراد | 0–4   | توتنهام هوتسبير                                                       |
| ------------------- | ----- | --------------------------------------------------------------------- |
|                     | تقرير | - جيوفاني لو سيلسو 34' - سون هيونغ مين 57'، 61' - كريستيان إريكسن 85' |

| توتنهام هوتسبير                                        | 4–2   | نادي أولمبياكوس                    |
| ------------------------------------------------------ | ----- | ---------------------------------- |
| - ديلي ألي 45+1' - هاري كين 50'، 77' - سيرج أورييه 73' | تقرير | - يوسف العربي 6' - روبن سيميدو 19' |

| النجم الأحمر بلغراد | 0–6   | بايرن ميونخ                                                                              |
| ------------------- | ----- | ---------------------------------------------------------------------------------------- |
|                     | تقرير | - ليون غوريتسكا 14' - روبرت ليفاندوفسكي 53' (ركلة.)، 60'، 64'، 68' - كورينتين توليسو 89' |

| نادي أولمبياكوس           | 1–0   | النجم الأحمر بلغراد |
| ------------------------- | ----- | ------------------- |
| - يوسف العربي 87' (ركلة.) | تقرير |                     |

| بايرن ميونخ                                               | 3–1   | توتنهام هوتسبير     |
| --------------------------------------------------------- | ----- | ------------------- |
| - كينغسلي كومان 14' - توماس مولر 45' - فيليبي كوتينيو 64' | تقرير | - ريان سيسيغنون 20' |

### المجموعة الثالثة
| شاختار دونيتسك | 0–3   | مانشستر سيتي                                              |
| -------------- | ----- | --------------------------------------------------------- |
|                | تقرير | - رياض محرز 24' - إيلكاي غوندوغان 38' - غابرييل جيسوس 76' |

| دينامو زغرب                                        | 4–0   | أتالانتا |
| -------------------------------------------------- | ----- | -------- |
| - مارين ليوفاتش 10' - ميسلاف أورسيتش 31'، 42'، 68' | تقرير |          |

| أتالانتا           | 1–2   | شاختار دونيتسك                            |
| ------------------ | ----- | ----------------------------------------- |
| - دوفان زاباتا 28' | تقرير | - جونيور مورايس 41' - مانور سولومون 90+5' |

| مانشستر سيتي                          | 2–0   | دينامو زغرب |
| ------------------------------------- | ----- | ----------- |
| - رحيم ستيرلينغ 66' - فيل فودين 90+5' | تقرير |             |

| شاختار دونيتسك                                    | 2–2   | دينامو زغرب                                   |
| ------------------------------------------------- | ----- | --------------------------------------------- |
| - يفهين كونوبليانكا 16' - دودو (لاعب كرة قدم) 75' | تقرير | - داني أولمو 25' - ميسلاف أورسيتش 60' (ركلة.) |

| مانشستر سيتي                                                   | 5–1   | أتالانتا                       |
| -------------------------------------------------------------- | ----- | ------------------------------ |
| - سيرخيو أغويرو 34'، 38' (ركلة.) - رحيم ستيرلينغ 58'، 64'، 69' | تقرير | - رسلان مالينوفسكي 28' (ركلة.) |

| أتالانتا             | 1–1   | مانشستر سيتي       |
| -------------------- | ----- | ------------------ |
| - ماريو بازاليتش 49' | تقرير | - رحيم ستيرلينغ 7' |

| دينامو زغرب                                                 | 3–3   | شاختار دونيتسك                                                                          |
| ----------------------------------------------------------- | ----- | --------------------------------------------------------------------------------------- |
| - برونو بيتكوفيتش 25' - لوكا إيفانوسيك 83' - آريان آدمي 89' | تقرير | - ألان باتريك 13' - جونيور مورايس 90+3' - تيتي (لاعب كرة قدم مواليد 2000) 90+8' (ركلة.) |

| مانشستر سيتي          | 1–1   | شاختار دونيتسك      |
| --------------------- | ----- | ------------------- |
| - إيلكاي غوندوغان 56' | تقرير | - مانور سولومون 69' |

| أتالانتا                                   | 2–0   | دينامو زغرب |
| ------------------------------------------ | ----- | ----------- |
| - لويس مورييل 27' (ركلة.) - بابو غوميز 47' | تقرير |             |

| شاختار دونيتسك | 0–3   | أتالانتا                                                       |
| -------------- | ----- | -------------------------------------------------------------- |
|                | تقرير | - تيموثي كاستانيي 66' - ماريو بازاليتش 80' - روبن غوسينس 90+4' |

| دينامو زغرب      | 1–4   | مانشستر سيتي                                  |
| ---------------- | ----- | --------------------------------------------- |
| - داني أولمو 10' | تقرير | - غابرييل جيسوس 34'، 50'، 54' - فيل فودين 84' |

### المجموعة الرابعة
| أتلتيكو مدريد                          | 2–2   | يوفنتوس                                |
| -------------------------------------- | ----- | -------------------------------------- |
| - ستيفان سافيتش 70' - هكتور هيريرا 90' | تقرير | - خوان كوادرادو 48' - بليز ماتويدي 65' |

| باير 04 ليفركوزن              | 1–2   | لوكوموتيف موسكو                              |
| ----------------------------- | ----- | -------------------------------------------- |
| - بينيديكت هوفيديس 25' (ه.ذ.) | تقرير | - غجيغوش كريتشوفياك 16' - ديمتري بارينوف 37' |

| لوكوموتيف موسكو | 0–2   | أتلتيكو مدريد                       |
| --------------- | ----- | ----------------------------------- |
|                 | تقرير | - جواو فيليكس 48' - توماس بارتي 58' |

| يوفنتوس                                                                  | 3–0   | باير 04 ليفركوزن |
| ------------------------------------------------------------------------ | ----- | ---------------- |
| - غونزالو هيغواين 17' - فيديريكو بيرنارديسكي 62' - كريستيانو رونالدو 89' | تقرير |                  |

| أتلتيكو مدريد       | 1–0   | باير 04 ليفركوزن |
| ------------------- | ----- | ---------------- |
| - ألفارو موراتا 78' | تقرير |                  |

| يوفنتوس                 | 2–1   | لوكوموتيف موسكو        |
| ----------------------- | ----- | ---------------------- |
| - باولو ديبالا 77'، 79' | تقرير | - أليكسي ميرانتشوك 30' |

| لوكوموتيف موسكو        | 1–2   | يوفنتوس                              |
| ---------------------- | ----- | ------------------------------------ |
| - أليكسي ميرانتشوك 12' | تقرير | - آرون رامزي 4' - دوغلاس كوستا 90+3' |

| باير 04 ليفركوزن                           | 2–1   | أتلتيكو مدريد         |
| ------------------------------------------ | ----- | --------------------- |
| - توماس بارتي 41' (ه.ذ.) - كيفن فولاند 55' | تقرير | - ألفارو موراتا 90+4' |

| لوكوموتيف موسكو | 0–2   | باير 04 ليفركوزن                                 |
| --------------- | ----- | ------------------------------------------------ |
|                 | تقرير | - ريفات زهيمالتدينوف 11' (ه.ذ.) - سفين بيندر 54' |

| يوفنتوس              | 1–0   | أتلتيكو مدريد |
| -------------------- | ----- | ------------- |
| - باولو ديبالا 45+2' | تقرير |               |

| أتلتيكو مدريد                                         | 2–0   | لوكوموتيف موسكو |
| ----------------------------------------------------- | ----- | --------------- |
| - جواو فيليكس 17' (ركلة.) - فيليبي (لاعب كرة قدم) 54' | تقرير |                 |

| باير 04 ليفركوزن | 0–2   | يوفنتوس                                         |
| ---------------- | ----- | ----------------------------------------------- |
|                  | تقرير | - كريستيانو رونالدو 75' - غونزالو هيغواين 90+2' |

### المجموعة الخامسة
| نادي ريد بل سالزبورغ                                                                          | 6–2   | نادي جينك                            |
| --------------------------------------------------------------------------------------------- | ----- | ------------------------------------ |
| - آرلينغ هالاند 2'، 34'، 45' - هوانغ هي-تشان 36' - دومينيك سوبوسلاي 45+2' - أندرياس أولمر 66' | تقرير | - جون لوكومي 40' - مبوانا ساماتا 52' |

| نادي نابولي                                       | 2–0   | نادي ليفربول |
| ------------------------------------------------- | ----- | ------------ |
| - دريس ميرتنز 82' (ركلة.) - فرناندو يورينتي 90+2' | تقرير |              |

| نادي جينك | 0–0   | نادي نابولي |
| --------- | ----- | ----------- |
|           | تقرير |             |

| نادي ليفربول                                              | 4–3   | نادي ريد بل سالزبورغ                                          |
| --------------------------------------------------------- | ----- | ------------------------------------------------------------- |
| - ساديو ماني 9' - أندرو روبرتسون 25' - محمد صلاح 36'، 69' | تقرير | - هوانغ هي-تشان 39' - تاكومي مينامينو 56' - آرلينغ هالاند 60' |

| نادي جينك        | 1–4   | نادي ليفربول                                                       |
| ---------------- | ----- | ------------------------------------------------------------------ |
| - ستيفن أودي 88' | تقرير | - أليكس أوكسليد-تشامبرلين 2'، 57' - ساديو ماني 77' - محمد صلاح 87' |

| نادي ريد بل سالزبورغ             | 2–3   | نادي نابولي                                  |
| -------------------------------- | ----- | -------------------------------------------- |
| - آرلينغ هالاند 40' (ركلة.)، 72' | تقرير | - دريس ميرتنز 17'، 64' - لورينزو إينسيني 73' |

| نادي ليفربول                                          | 2–1   | نادي جينك           |
| ----------------------------------------------------- | ----- | ------------------- |
| - جورجينيو فينالدوم 14' - أليكس أوكسليد-تشامبرلين 53' | تقرير | - مبوانا ساماتا 41' |

| نادي نابولي          | 1–1   | نادي ريد بل سالزبورغ        |
| -------------------- | ----- | --------------------------- |
| - هيرفينغ لوزانو 44' | تقرير | - آرلينغ هالاند 11' (ركلة.) |

| نادي جينك           | 1–4   | نادي ريد بل سالزبورغ                                                            |
| ------------------- | ----- | ------------------------------------------------------------------------------- |
| - مبوانا ساماتا 85' | تقرير | - باتسون داكا 43' - تاكومي مينامينو 45' - هوانغ هي-تشان 69' - آرلينغ هالاند 87' |

| نادي ليفربول      | 1–1   | نادي نابولي       |
| ----------------- | ----- | ----------------- |
| - ديان لوفرين 65' | تقرير | - دريس ميرتنز 21' |

| نادي ريد بل سالزبورغ | 0–2   | نادي ليفربول                    |
| -------------------- | ----- | ------------------------------- |
|                      | تقرير | - نابي كيتا 57' - محمد صلاح 58' |

| نادي نابولي                                                     | 4–0   | نادي جينك |
| --------------------------------------------------------------- | ----- | --------- |
| - أركاديوش ميليك 3'، 26'، 38' (ركلة.) - دريس ميرتنز 75' (ركلة.) | تقرير |           |

### المجموعة السادسة
| إنتر ميلان            | 1–1   | سلافيا براغ         |
| --------------------- | ----- | ------------------- |
| - نيكولو باريلا 90+2' | تقرير | - بيتر أولاينكا 63' |

| بوروسيا دورتموند | 0–0   | نادي برشلونة |
| ---------------- | ----- | ------------ |
|                  | تقرير |              |

| سلافيا براغ | 0–2   | بوروسيا دورتموند      |
| ----------- | ----- | --------------------- |
|             | تقرير | - أشرف حكيمي 35'، 89' |

| نادي برشلونة           | 2–1   | إنتر ميلان            |
| ---------------------- | ----- | --------------------- |
| - لويس سواريز 58'، 84' | تقرير | - لاوتارو مارتينيز 3' |

| سلافيا براغ | 1–2   | نادي برشلونة                                |
| ----------- | ----- | ------------------------------------------- |
| - Bořil 50' | تقرير | - ليونيل ميسي 3' - بيتر أولاينكا 57' (ه.ذ.) |

| إنتر ميلان                                    | 2–0   | بوروسيا دورتموند |
| --------------------------------------------- | ----- | ---------------- |
| - لاوتارو مارتينيز 22' - أنطونيو كاندريفا 89' | تقرير |                  |

| نادي برشلونة | 0–0   | سلافيا براغ |
| ------------ | ----- | ----------- |
|              | تقرير |             |

| بوروسيا دورتموند                          | 3–2   | إنتر ميلان                                |
| ----------------------------------------- | ----- | ----------------------------------------- |
| - أشرف حكيمي 51'، 77' - يوليان براندت 64' | تقرير | - لاوتارو مارتينيز 5' - ماتياس فيسينو 40' |

| سلافيا براغ               | 1–3   | إنتر ميلان                                      |
| ------------------------- | ----- | ----------------------------------------------- |
| - توماس سوسيك 37' (ركلة.) | تقرير | - لاوتارو مارتينيز 19'، 88' - روميلو لوكاكو 81' |

| نادي برشلونة                                             | 3–1   | بوروسيا دورتموند  |
| -------------------------------------------------------- | ----- | ----------------- |
| - لويس سواريز 29' - ليونيل ميسي 33' - أنطوان غريزمان 67' | تقرير | - جيدون سانشو 77' |

| إنتر ميلان          | 1–2   | نادي برشلونة                       |
| ------------------- | ----- | ---------------------------------- |
| - روميلو لوكاكو 44' | تقرير | - كارليس بيريز 23' - أنسو فاتي 86' |

| بوروسيا دورتموند                      | 2–1   | سلافيا براغ       |
| ------------------------------------- | ----- | ----------------- |
| - جيدون سانشو 10' - يوليان براندت 61' | تقرير | - توماس سوسيك 43' |

### المجموعة السابعة
| أولمبيك ليون              | 1–1   | زينيت سانت بطرسبرغ |
| ------------------------- | ----- | ------------------ |
| - ممفيس ديباي 51' (ركلة.) | تقرير | - سردار آزمون 41'  |

| نادي بنفيكا            | 1–2   | آر بي لايبزيغ         |
| ---------------------- | ----- | --------------------- |
| - هاريس سيفيروفيتش 84' | تقرير | - تيمو فيرنر 69'، 78' |

| زينيت سانت بطرسبرغ                                          | 3–1   | نادي بنفيكا          |
| ----------------------------------------------------------- | ----- | -------------------- |
| - أرتيم دزيوبا 22' - روبن دياز 70' (ه.ذ.) - سردار آزمون 78' | تقرير | - راؤول دي توماس 85' |

| آر بي لايبزيغ | 0–2   | أولمبيك ليون                         |
| ------------- | ----- | ------------------------------------ |
|               | تقرير | - ممفيس ديباي 11' - مارتن تيريير 65' |

| آر بي لايبزيغ                           | 2–1   | زينيت سانت بطرسبرغ      |
| --------------------------------------- | ----- | ----------------------- |
| - كونراد لايمر 49' - مارسيل زابيتسر 59' | تقرير | - ياروسلاف راكيتسكي 25' |

| نادي بنفيكا                | 2–1   | أولمبيك ليون      |
| -------------------------- | ----- | ----------------- |
| - رافا سيلفا 4' - بيزي 86' | تقرير | - ممفيس ديباي 70' |

| زينيت سانت بطرسبرغ | 0–2   | آر بي لايبزيغ                           |
| ------------------ | ----- | --------------------------------------- |
|                    | تقرير | - دييغو ديمه 45+5' - مارسيل زابيتسر 63' |

| أولمبيك ليون                                               | 3–1   | نادي بنفيكا            |
| ---------------------------------------------------------- | ----- | ---------------------- |
| - يواكيم أندرسن 4' - ممفيس ديباي 33' - بيرتراند تراوري 89' | تقرير | - هاريس سيفيروفيتش 76' |

| زينيت سانت بطرسبرغ                        | 2–0   | أولمبيك ليون |
| ----------------------------------------- | ----- | ------------ |
| - أرتيم دزيوبا 42' - ماغوميد أوزدوييف 84' | تقرير |              |

| آر بي لايبزيغ                       | 2–2   | نادي بنفيكا                      |
| ----------------------------------- | ----- | -------------------------------- |
| - ايميل فورسبيرغ 90' (ركلة.)، 90+6' | تقرير | - بيزي 20' - كارلوس فينيسيوس 59' |

| نادي بنفيكا                                                    | 3–0   | زينيت سانت بطرسبرغ |
| -------------------------------------------------------------- | ----- | ------------------ |
| - فرانكو سيرفي 47' - بيزي 58' (ركلو.) - سردار آزمون 79' (ه.ذ.) | تقرير |                    |

| أولمبيك ليون                      | 2–2   | آر بي لايبزيغ                                        |
| --------------------------------- | ----- | ---------------------------------------------------- |
| - حسام عوار 50' - ممفيس ديباي 82' | تقرير | - ايميل فورسبيرغ 9' (ركلة.) - تيمو فيرنر 33' (ركلة.) |

### المجموعة الثامنة
| أياكس أمستردام                                                   | 3–0   | نادي ليل |
| ---------------------------------------------------------------- | ----- | -------- |
| - كوينسي برومس 18' - إديسون ألفاريز 50' - نيكولاس تاغليافيكو 62' | تقرير |          |

| نادي تشيلسي | 0–1   | نادي فالنسيا         |
| ----------- | ----- | -------------------- |
|             | تقرير | - رودريغو مورينو 74' |

| نادي فالنسيا | 0–3   | أياكس أمستردام                                          |
| ------------ | ----- | ------------------------------------------------------- |
|              | تقرير | - حكيم زياش 8' - كوينسي برومس 34' - دوني فان دي بيك 67' |

| نادي ليل             | 1–2   | نادي تشيلسي                                    |
| -------------------- | ----- | ---------------------------------------------- |
| - فيكتور أوسيمين 33' | تقرير | - تامي أبراهام 22' - ويليان (لاعب كرة قدم) 78' |

| أياكس أمستردام | 0–1   | نادي تشيلسي          |
| -------------- | ----- | -------------------- |
|                | تقرير | - ميتشي باتشوايي 86' |

| نادي ليل                | 1–1   | نادي فالنسيا         |
| ----------------------- | ----- | -------------------- |
| - جوناثان أيكونيه 90+5' | تقرير | - دينيس تشيريشيف 63' |

| نادي فالنسيا                                                                                 | 4–1   | نادي ليل             |
| -------------------------------------------------------------------------------------------- | ----- | -------------------- |
| - داني باريخو 66' (ركلة.) - أداما سوماورو 82' (ه.ذ.) - جيفري كوندوغبيا 84' - فيران توريس 90' | تقرير | - فيكتور أوسيمين 25' |

| نادي تشيلسي                                                                                            | 4–4   | أياكس أمستردام                                                                                  |
| --- | ----- | ----------------------------------------------------------------------------------------------- |
| - جورجينيو (لاعب كرة قدم، مواليد 1991) 5' (ركلة.)، 71' (ركلة.) - سيزار أزبيليكويتا 63' - رييس جيمس 74' | تقرير | - تامي أبراهام 2' (ه.ذ.) - كوينسي برومس 20' - كيبا أريزابالاغا 35' (ه.ذ.) - دوني فان دي بيك 55' |

| نادي فالنسيا                        | 2–2   | نادي تشيلسي                                   |
| ----------------------------------- | ----- | --------------------------------------------- |
| - كارلوس سولير 40' - دانييل فاس 82' | تقرير | - ماتيو كوفاتشيتش 41' - كريستيان بوليسيتش 50' |

| نادي ليل | 0–2   | أياكس أمستردام                    |
| -------- | ----- | --------------------------------- |
|          | تقرير | - حكيم زياش 2' - كوينسي برومس 59' |

| أياكس أمستردام | 0–1   | نادي فالنسيا         |
| -------------- | ----- | -------------------- |
|                | تقرير | - رودريغو مورينو 24' |

| نادي تشيلسي                                | 2–1   | نادي ليل        |
| ------------------------------------------ | ----- | --------------- |
| - تامي أبراهام 19' - سيزار أزبيليكويتا 35' | تقرير | - لويك ريمي 78' |

#### مرحلة خروج المغلوب

##### دور الـ16
| 19 فبراير 2020 المحطة الأولى     | أتالانتا | v | فالنسيا |  |
| 21:00 توقيت وسط أوروبا (ت ع م+1) |          |   |         |  |

| 10 مارس 2020 المحطة الأولى       | فالنسيا | v | أتالانتا | بلنسية          |
| 21:00 توقيت وسط أوروبا (ت ع م+1) |         |   |          | الملعب: ميستايا |